# 掌叶梁王茶
掌叶梁王茶（学名：Nothopanax delavayi）为五加科梁王茶属下的一个种。

## 扩展阅读
- 維基物種上的相關：掌叶梁王茶